# Lorena Endara
Lorena Endara ( 1979) es una botánica, y exploradora ecuatoriana.
En 2000 finalizó sus estudios de grado en licenciatura, en ciencias naturales en la Universidad Católica del Ecuador, en Quito, defendiendo la tesis Biología reproductiva de dos especies raras y dos comunes del género Dracula (Orchidaceae) simpátricas en un bosque nublado del noroccidente del Ecuador. En 2004 comenzó estudios de doctorado en la Universidad de Florida (Gainesville).
Trabaja en el "Departamento de Biología", y en el "Museo de Historia Natural de la Universidad de Florida, como profesora asistente de cátedra de Plantas y su relación con los humanos (BOT 2800).

## Líneas de investigación
- Factores evolucionarios y ambientales de influencia en la distribución actual de las orquídeas pleurothallinas
- Generar e integrar información para estrategias de conservación
- Enfoque en la flora Andina , y énfasis en taxones ecuatorianos[2]

## Profundización de conocimientos
- Agosto de 2010: Taller de Evolución Molecular, Marine Biological Laboratory, Woods Hole, MA
- Abril de 2004 a julio de 2004: Beca Bascom para mujeres latinoamericanas en Botánica - Missouri Botanical Garden
- Sep de 2002 a sep de 2003: Programa de Investigación – Jardines Botánicos Marie Selby
- Sep de 2001 a febrero de 2002: Programa de Internado – Jardines Botánicos Marie Selby

## Algunas publicaciones
- l. Endara, d.a. Grimaldi, b.a. Roy. 2010. Lord of the flies: Pollination of Dracula orchids. Lankesteriana. 10(1):1-11[3]

- k.m. Neubig, w.m. Whitten, b.s. Carlsward, m.a. Blanco, l. Endara, n. Williams, m. Moore. 2009. Phylogenetic utility of ycf1 in orchids: a plastid gene more variable than matK.[4] Plant Systematics and Evolution 277:75-84

- m. Whitten, m.a. Blanco, n.h. Williams, s. Koehler, g. Carnevali, r.b. Singer, l. Endara, k.m. Neubig. 2007. Molecular Phylogenetics of Maxillaria and Related genera (Orchidaceae: Cymbidieae) Based Upon Combined Molecular Data Sets.[5] American Journal of Botany. 94:1860-1889

- m.a. Blanco, g. Carnevali, m. Whitten, r.b. Singer, s. Koehler, n.h. Williams, i. Ojeda, k.m. Neubig, l. Endara. 2007. Generic Realignments in Maxillariinae (Orchidaceae).[6] Lankesteriana. 7(3):515-537

- r. Coppus, l. Endara, m. Nonhebel, v. Mera, s. León-Yánez, p. Mena v., j. Wolf, r. Hofstede. 2001. El estado de salud de algunos páramos en el Ecuador: Una metodología de campo.[7] En: Mena V., P., G. Medina, R. Hofstede (Eds.) Los Páramos del Ecuador. Particularidades, Problemas y Perspectivas. Abya Yala - Proyecto Páramo. Quito[8]

- juan f. Freile, l. Endara. 2000. First Nesting Record of Lanceolated Monklet Micromonacha lanceolata and Notes on its Conservation Status.[9] En Cotinga 14: 14-16

- l. Endara. 2000. Orchidaceae, p. 257-372 en: Valencia, R. N. Pitman, S. León-Yánez & P.M. Jorgensen (eds.). Libro Rojo de las Plantas Endémicas del Ecuador[10] (2000). Publicaciones del Herbario QCA, Pontificia Universidad Católica del Ecuador, Quito

- l. Jost, l. Endara. 2004. Analysis of the DNA-Based Reclassification of the Pleurothallidinae.[11] en línea

- La abreviatura «Endara» se emplea para indicar a Lorena Endara como autoridad en la descripción y clasificación científica de los vegetales.[12]